# Motorbootgesellschaft Bodman
Die Motorbootgesellschaft Bodman mbH war eine 1897 gegründete Reederei mit Sitz in Bodman-Ludwigshafen im Landkreis Konstanz in Baden-Württemberg. Das Traditionsunternehmen bot neben der regelmäßigen Kursschifffahrt auf dem Überlinger See auch Sonder-, Charter- und Gästebegrüßungsfahrten an. Hauptgesellschafterin der Motorbootgesellschaft war mit einer nahezu 99-prozentigen Beteiligung die Gemeinde Bodman-Ludwigshafen. Weitere Mitgesellschafter sind Johannes Freiherr von und zu Bodman und der Touristik-Förderverein Bodman. Letzter Geschäftsführer der Gesellschaft war Matthias Weckbach, Bürgermeister von Bodman-Ludwigshafen.

## Geschichte
Die Gründung der Motorbootgesellschaft erfolgte auf Initiative von Johann Franz Freiherr von Bodman zeitgleich mit der Begehbarmachung der Marienschlucht, anlässlich der Verlobung seines Sohns Othmar mit der Gräfin von Walderdorff.
Das Motorboot Ludwigshafen (ex Forelle) wurde Ende der 1970er Jahre an die Personenschifffahrt Wasserburg am Inn verkauft. Das zweite Schiff der Gesellschaft, das Motorboot Bodman, wurde 1976 ausgemustert und 1979 an den Neckar verkauft.

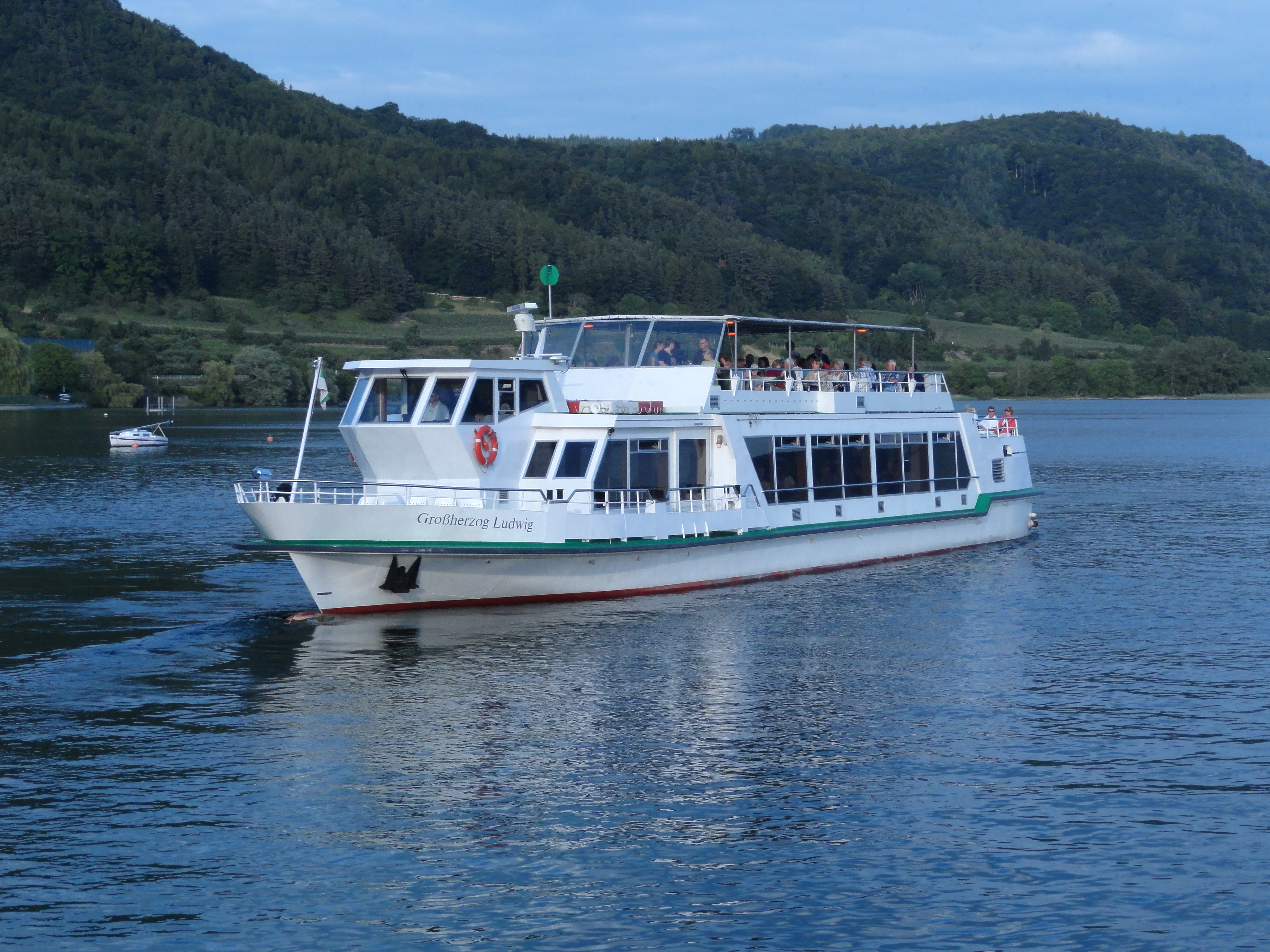
Die Großherzog Ludwig in Bodman

Die Motorbootgesellschaft Bodman mbH kam in finanzielle Schieflage, als sie im Jahr 2000 das Passagierschiff Großherzog Ludwig ausschließlich durch Kredite finanzierte. Die Insolvenz konnte nur dadurch abgewendet werden, indem man das Schiff ab 2005 an die Bodensee-Schiffsbetriebe (BSB) vermietete, was der Gesellschaft jährlich über 100.000 Euro einbrachte.
Zur Saison 2009 wurde der Kursschiffsbetrieb der Motorbootgesellschaft Bodman an Josef Hanschur, jahrelanger Kapitän des Motorschiffs Bodman und stellvertretender Geschäftsführer der Bodensee Erlebnis-Schifffahrt GmbH (BSE) mit Sitz in Meckenbeuren, verpachtet. Diese Gesellschaft betrieb auch die in Immenstaad liegende Lädine, ein historisches und auf dem ganzen Bodensee einzigartiges Segelschiff.
Ende 2009 entschlossen sich die Geschäftsführung und der Aufsichtsrat der finanziell angeschlagenen Gesellschaft zu einem Strategiewechsel, ein Konzept, das bereits durch den ehemaligen Geschäftsführer Holger Lortz 2008 angeregt wurde: Man passte sich der Marktlage an und reduzierte 2010 die Flotte auf das Flaggschiff, das Motorschiff Großherzog Ludwig. Grund war die zum 31. Dezember 2009 endende Zulassung der Bodman (Baujahr 1958), die seit 1979 bei der Motorbootgesellschaft Bodman ihren Dienst versah. Reparaturen und Umbauarbeiten hätten die finanziellen Verhältnisse der Gesellschaft überfordert. Durch das Auslaufen des Mietvertrags zum 17. März 2010 mit den Bodensee-Schifffahrtsbetrieben für die Großherzog Ludwig konnte die bis zum 30. April 2010 ihren Dienst versehende Bodman ausgemustert werden. Bis zu diesem Zeitpunkt wurde übergangsweise eine Verlängerung der Zulassung erreicht.
Die Motorbootgesellschaft wäre ohne Kredite der Gemeinde längst zahlungsunfähig gewesen, im Oktober 2010 betrugen die Verbindlichkeiten 1,78 Millionen Euro. So gewährte die Gemeinde im Haushalt 2010 ein Darlehen an die Motorbootgesellschaft von 100.000 Euro.
Inzwischen wurde die Motorbootgesellschaft Bodman aufgelöst und in den Eigenbetrieb „Energie, Versorgung, Verkehr“ (EVV) der Gemeinde Bodman-Ludwigshafen eingegliedert, der auch die Kosten für die Erneuerung der Radaranlage in Höhe von 23.700 Euro übernahm.

### Bodman
Die Bodman wurde 1958 in der Schiffswerft Christof Ruthof in Mainz für die Schifffahrtsgesellschaft Kelheim gebaut. Sie verkehrte bis 1978 als Kelheim auf der Donau, bis sie 1979 von der Motorbootgesellschaft Bodman erworben wurde. Nach einer Überholung in der Bodan-Werft in Kressbronn wurde das Schiff am 19. Juli 1980 in Ludwigshafen auf den Namen Bodman getauft. Bis Ende April 2010 war es im Kursverkehr zwischen Bodman-Ludwigshafen und Überlingen im Einsatz.
Am 1. Mai 2010 wurde die Bodman ausgemustert und zum Verkauf ausgeschrieben. Die Kurse zwischen Bodman und Überlingen übernahm das zweite Schiff der Motorbootgesellschaft, die Großherzog Ludwig. Der Kiesunternehmen E. Müller & Co. in Güttingen kaufte im Dezember 2011 das Schiff und überführte es am 22. Dezember 2011 in den neuen Heimathafen Güttingen. Nach einer Generalsanierung in der Werft in Fußach wurde es am 14. Januar 2013 auf den Namen Raiffeisen getauft. Namensgeber und Sponsor ist die örtliche Raiffeisenbank.
| Daten:                                     | Daten:              | Daten:                    |
| ------------------------------------------ | ------------------- | ------------------------- |
| Baujahr: 1958                              | Länge: 30,40 m      | Geschwindigkeit: ?        |
| Werft: Schiffswerft Christof Ruthof, Mainz | Breite: 6,00 m      | Maschinenleistung: 230 PS |
| Indienststellung: 1979                     | Tiefgang: 0,70 m    | Kapazität: 60 Personen    |
| Heimathafen: Bodman                        | Verdrängung: 67,5 t | Verbleib: 2011 verkauft   |

## Auftrag
In Normalbetrieb verkehrt die Großherzog Ludwig als Kursschiff zwischen Bodman, Ludwigshafen, Sipplingen, Marienschlucht und Überlingen. Die Kurslinie ist für die touristische Erschließung der Schifffahrt in diesem Teil des Bodensees unverzichtbar. Die Schifffahrt bildet einen Anziehungspunkt für Feriengäste und Touristen. Allein im Jahr 2009 sind mit dem Motorschiff Bodman 50.000 Fahrgäste befördert worden.